# Anitápolis
Anitápolis es un municipio brasileño del estado de Santa Catarina. Tiene una población estimada al 2020 de 3 228 habitantes.

## Etimología
Su nombre es en homenaje a la legendaria guerrera Anita Garibaldi de la Guerra de los Farrapos.

## Historia
La historia del municipio está ligada a Santo Amaro da Imperatriz, de donde se emancipó. Su población es mayoritaria descendiente de colonos alemanes, quienes se establecieron a mediados del siglo XIX.
En 1917 se elevó a Anitápolis a la categoría de distrito. Fue elevada a municipio el 19 de diciembre de 1961 mediante la ley n.º 789.